# Ekaterina Kossova
Ekaterina Kossova (4 ottobre 2004) è una nuotatrice artistica russa.

## Palmarès
- Mondiali

Singapore 2025: argento nella gara a squadre programma tecnico e nella gara a squadre programma acrobatico.